# Carmelo Occhipinti
Carmelo Occhipinti (né le 5 octobre 1974 à Raguse) est un universitaire et un historien de l'art italien.

## Biographie
Professeur d'histoire de l'art à l'université de Rome Tor Vergata (Facoltà di Lettere e filosofia), Carmelo Occhipinti est le fondateur et directeur de la revue de recherches en histoire de l'art Horti Hesperidum. Studi di storia del collezionismo e della storiografia artistica.

## Publications

### Livres
- Carteggio d'arte degli ambasciatori estensi in Francia (1535-1553), Pise, Scuola Normale Superiore, 2001.
- Il disegno in Francia nella letteratura artistica del Cinquecento, Institut national d'histoire de l'art et SPES, Paris-Florence 2003.
- Pirro Ligorio e la storia cristiana di Roma. Da Costantino all'Umanesimo, Pise, Edizioni della Normale, 2007.
- Giardino delle Esperidi. Le tradizioni del mito e la storia di Villa d'Este a Tivoli, Rome, Carocci, 2009.
- Primaticcio e l'arte di gettare le statue di bronzo. Il mito della 'seconda Roma' nella Francia del XVI secolo (I), Rome, UniversItalia 2010.
- Fontainebleau e la fama di Leonardo da Vinci. Il mito della 'seconda Roma' nella Francia del XVI secolo (II), Rome, UniversItalia 2011.
- Diderot, Winckelmann, Hogarth, Goethe. Percorsi settecenteschi nella cultura figurativa moderna (I), Rome, UniversItalia 2011.
- Leonardo da Vinci e la corte di Francia. Stile, fama, ecfrasi, Rome, Carocci, 2011.
- Pirro Ligorio e la storia, éd. par C. Occhipinti, Horti Hesperidum. Studi di storia del collezionismo e della storiografia artistica, I, 2011, 1.
- Primaticcio e le arti alla corte di Francia, éd. par C. Occhipinti, Horti Hesperidum. Studi di storia del collezionismo e della storiografia artistica, I, 2011, 2.
- Arte in Italia e in Europa nel secondo Cinquecento, Torino, Einaudi, 2012.

### Articles
- « Artistes italiens à Fontainebleau. Expositions récentes », Perspective, 2 | 2006, 324-329 [mis en ligne le 31 mars 2018, consulté le 31 janvier 2022. URL : http://journals.openedition.org/perspective/393 ; DOI : https://doi.org/10.4000/perspective.393].